# Кристо Доминковић
Кристо П. Доминковић (Дубровник, 16. јануар 1877 — Дубровник, 20. октобар 1946) био је српски публициста, новинар, писац и један од вођа српског римокатоличког покрета у Дубровнику. Био је један од оснивача, главни уредник и власник лита „Срђ“,  један од оснивача Српског гимнастичког друштва „Душан силни“, главни уредник, издавач и власник листа „Дубровник“.

## Биографија
Кристо П. Доминковић је рођен у Дубровнику 16. јануара 1877. године, тада у саставу Аустроугарске. Завршио је гимназију у Дубровнику, а потом одлази у Беч на студије медицине и истиче се активношћу у организацијама српске студентске омладине. Након неколико семестара вратио се у Дубровник и почиње да се бави публицистиком.
Био је један од оснивача, главни уредник и власник лита „Срђ“,  један од оснивача Српског гимнастичког друштва „Душан силни“, главни уредник, издавач и власник листа „Дубровник“, члан Соколског друштва, а пред Први светски рат противио се аустроугарским властима, па је због тога био интерниран у разним градовима Аустроугарске од 1914. до 1917. године, а након тога био интерниран у свом дому.
Након Првог светког рата сарађује са свим српским културним друштвима у Дубровник, а био је члан Народне радикалне странке. У току свог живота писао је за листове „Срђ“, „Дубровник“, „Српски гласник“, „Србин“, „Зора“, „Слетски соколски весник Соколске жупе Мостар“, „Народна одбрана“, „Чувајте Југославију“ и „Дачићеве народне новине“. Потписивао се иницијалима К. П. Д., К.Д и псеудонимом Ћиво Книмод.
Одликован је Орденом Светог Саве.
Умро је 20. октобра 1946. године у Дубровнику. У тренутку смрти је имао 69 година.